# الاکاتماخی
الاکاتماخی (به لاتین: Elakatmakhi) یک منطقهٔ مسکونی در روسیه است که در شهرستان لواشینسکی واقع شده‌است.